# Paulo Pedroso
Paulo José Fernandes Pedroso (ur. 28 kwietnia 1965 w Aveiro) – portugalski polityk, socjolog i nauczyciel akademicki, sekretarz stanu, w latach 2001–2002 minister pracy i solidarności.

## Życiorys
Absolwent ISCTE – Instituto Universitário de Lisboa. Ukończył na tej uczelni socjologię (1987) oraz studia podyplomowe z socjologii obszarów wiejskich i miejskich (1991). Jako nastolatek wstąpił do Partii Socjalistycznej. W latach 1993–1997 zasiadał w zgromadzeniu miejskim Almady. Poseł do Zgromadzenia Republiki VIII, IX i X kadencji, w latach 2002–2003 był wiceprzewodniczącym frakcji socjalistów.
W latach 1997–1999 zajmował stanowisko sekretarza stanu w ministerstwie do spraw zatrudnienia i szkoleń zawodowych. Następnie do 2001 pełnił funkcję sekretarza stanu w ministerstwie pracy i solidarności społecznej. Od marca 2001 do kwietnia 2002 stał na czele tego resortu w drugim rządzie Antónia Guterresa.
W 2003 został objęty postępowaniem karnym w sprawie skandalu Casa Pia dotyczącego nadużyć seksualnych wobec dzieci. Był tymczasowo aresztowany przez kilka miesięcy. Zarzuty nie zostały potwierdzone, w związku z czym postępowanie wobec niego zostało jednak w całości umorzone w 2004, zanim jeszcze doszło do procesu w tej sprawie. Po kilkunastu latach Paulo Pedroso wywalczył odszkodowanie za niezasadne aresztowanie.
Zajął się działalnością dydaktyczną jako nauczyciel akademicki na macierzystej uczelni. W 2020 wystąpił z Partii Socjalistycznej. W tym samym roku został doradcą organizacji katolickiej Santa Casa da Misericórdia de Lisboa.
Był mężem polityk Any Catariny Mendes.